# 小泉和也 (アイスホッケー)
小泉 和也 (こいずみ かずなり、 1993年11月10日 - ）は、北海道苫小牧市出身の元プロアイスホッケー選手である。ポジションはディフェンス。

## 経歴
駒澤大学附属苫小牧高等学校に卒業後に中央大学に進学し、活躍した。
2016年から日本製紙クレインズ（後のひがし北海道クレインズ）に所属した。

### 国際大会
学生時代に2010年アイスホッケーU18世界選手権で国際大会に出場後、IIHFチャレンジカップアジア2012においてはロシアのMHLレッドスターに続く銀メダル獲得した。 翌年もジュニア世代の、 2013年U-20の世界選手権ディビジョンIIに参加した。 また、冬季ユニバーシアード日本代表に2013年トレンティーノ大会、 2015年グラナダ大会で参加した。
フル代表チーム初出場は2017年世界選手権大会で、グループBのディビジョンIで参加した。

## 詳細情報

### 個人成績
(2016-17シーズン終了時)

### 受賞歴
- U20ジュニア世界選手権ディビジョンIIグループAから2012年大会はディビジョンIグループBに昇格させた。